# Jaltomata weberbaueri
Jaltomata weberbaueri är en potatisväxtart som först beskrevs av Carl Lebrecht Udo Dammer, och fick sitt nu gällande namn av T. Mione. Jaltomata weberbaueri ingår i släktet jaltomator, och familjen potatisväxter. Inga underarter finns listade i Catalogue of Life.

## Bildgalleri

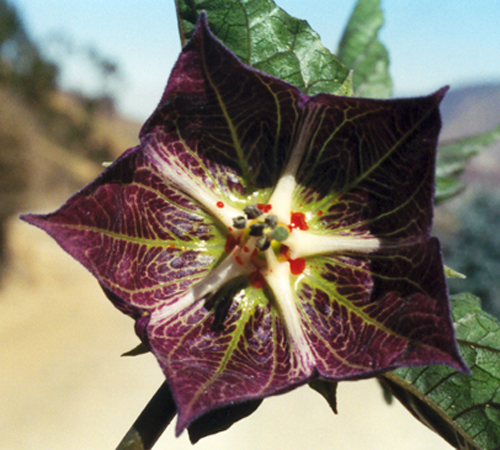